# Lopukhovati
Lopukhovati (en rus: Лопуховатый) és un poble (un khútor) de l'óblast de Rostov, a Rússia, que en el cens del 2016 tenia 5 habitants, pertany al municipi de Vérkhnie Gràtxiki.